# Pofók árvacsalán
A pofók árvacsalán (Lamium orvala) az árvacsalánfélék családjába tartozó erdei virágos növény. Magyarországon védett.

## Megjelenése
A pofók árvacsalán 30–40 cm magas, évelő lágyszárú növény. Szára egyenesen felálló, szögletes, karcsú, a többi árvacsalántól eltérően indákat nem növeszt. Levelei 5–12 cm szélesek, átellenesen elhelyezkedők, élénkzöldek, tojásdadok és végükön kihegyesedők, élük kétszeresen és mélyen fogazott. Levele emlékeztet a nagy csalán leveleire, de csalánszőröket nem tartalmaz. Az egész növény ritkásan szőrös.
Április-májusban virágzik. A zigomorf, összeforrt csészéjű virágok a levélpárok hónaljaiban, örvösen helyezkednek el. A párta 2,5–4 cm hosszú, élénk bíborszínű; az ajak kétlebenyű, fogazott szélű, rajta a kosborokra emlékeztető fehér-bíbor mintázat látható. Csészéje zöld, mintegy 2 cm-es. A beporzást méhek és egyéb rovarok végzik.
Termése makkocskatermés, kb. 2,5 mm hosszú.
A magyarországi árvacsalánfajoktól jól megkülönböztethető magas termete és virágainak színe alapján. 

## Elterjedése és termőhelye
Alapvetően délalpesi-illír elterjedésű növény. Elterjedésének északi határát Ausztriában éri el, előfordul Észak-Olaszországban és a Balkán-félsziget nyugati felén, valamint Ukrajnában és Moldovában is. Magyarországon ritka, vadon csak néhány helyen fordul elő.
Erdei növény, gyertyános-tölgyesekben, égerligetekben fordul elő leggyakrabban. Jól vízelvezetésű, nedves talajt igényel, a szárazságot nehezen viseli. Árnyéktűrő.    

## Jelentősége
Kerti dísznövényként ültetik, magvetéssel vagy tőosztással szaporítható. Nyugat-Európában (Angliában, Belgiumban) helyenként kivadul a kertekből.
Magyarországon védett, természetvédelmi értéke 50 000 Ft.

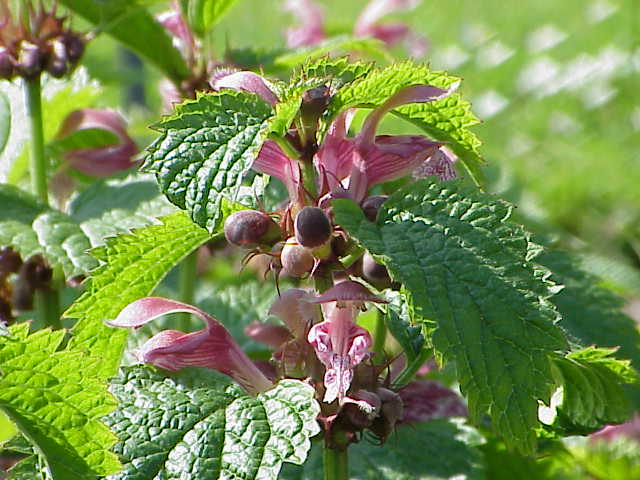
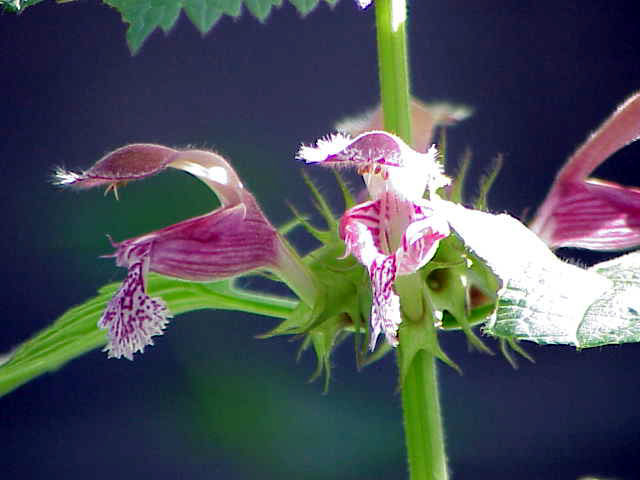
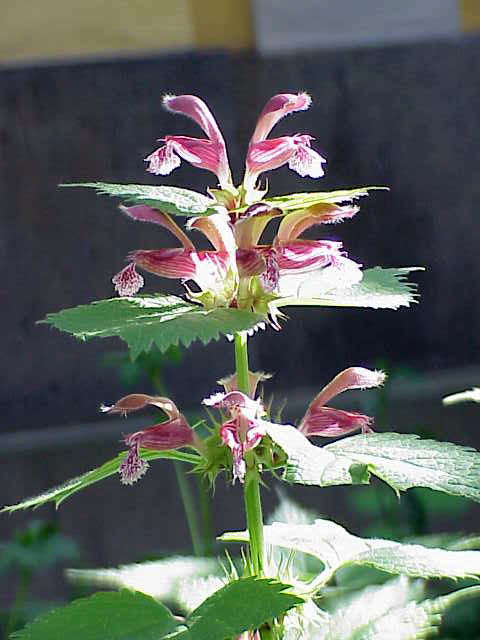
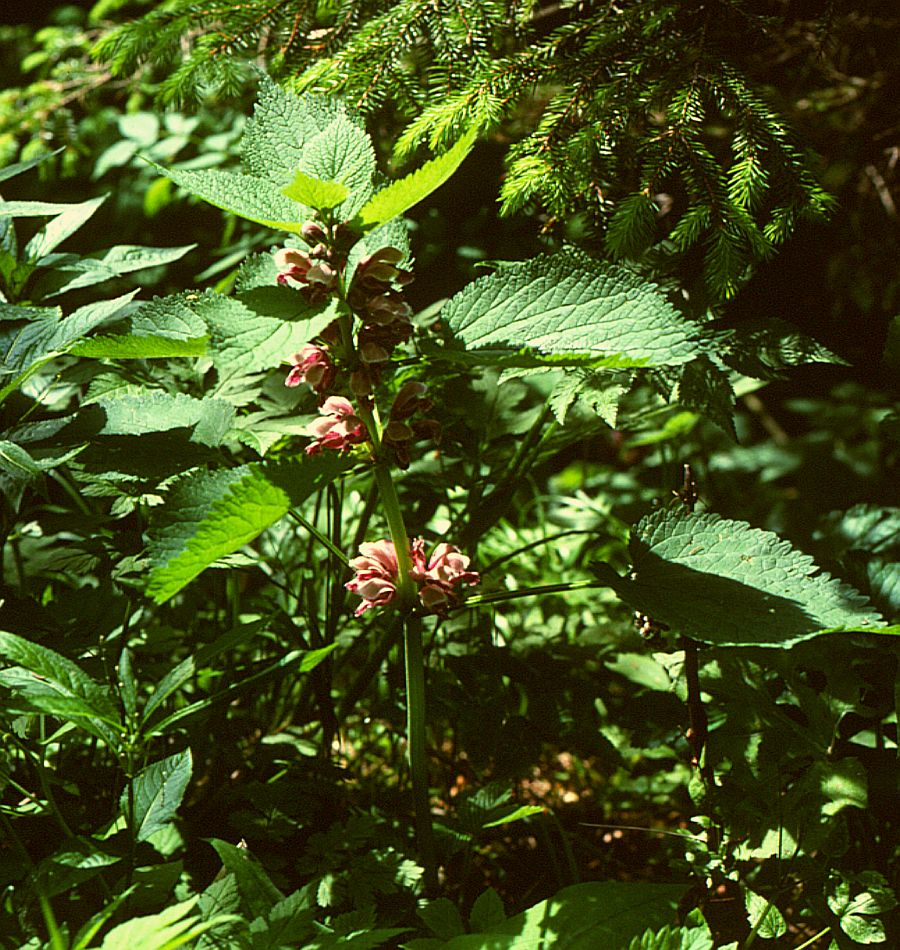